# Republika Arcah
Arcah, uradno Republika Arcah (prej Gorskokarabaška republika; armensko Arc'ahi Hanrapetut'jun oz. Lernajin Gharabaghi Hanrapetut'jun), je bila (do 2023) samooklicana država v južnem Kavkazu v regiji Gorski Karabah z večinsko armenskim prebivalstvom. Med letoma 1991 in 2023 je nadzorovala večino ozemlja nekdanje sovjetske Gorskokarabaške avtonomne oblasti, enklave znotraj Azerbajdžana, katere edina povezava z republiko Armenijo je tako imenovani Lačinski koridor. Republika je bila parlamentarna demokracija z enodomnim parlamentom. Glavno mesto je Stepanakert, število prebivalcev je znašalo 146.000, od tega 137.000 Armencev, ostali pa so pripadali azerbajdžanski, kurdski, grški, ruski in gruzijski narodni skupnosti. Pokrajina je izrazito gorata, večina leži nad tisoč metri nadmorske višine.
V času Sovjetske zveze je bil Gorski Karabah avtonomna pokrajina (oblast) v sestavi Azerbajdžanske sovjetske socialistične republike, kar je že tedaj sprožalo trenja med azerbajdžanskimi oblastmi in večinskim armenskim prebivalstvom v regiji. Po razpadu Sovjetske zveze se je konflikt stopnjeval, kar je po referendumu prebivalstva regije za razglasitev neodvisnosti privedlo do gorskokarabaške vojne. Armenija je v vojni zmagala, posledica pa je bil nastanek Republike Arcah, nepriznane s strani Organizacije združenih narodov. Arcah je mednarodno prepoznan kot del Azerbajdžana in ga uradno ne priznava nobena država članica Združenih narodov, niti Armenija. Priznale so ga tri prav tako nepriznane države Pridnestrje, Abhazija in Južna Osetija.
Po koncu vojne leta 1994 je v regiji prihajalo do občasnih izbruhov nasilja, od katerih je bil najmočnejši druga gorskokarabaška vojna leta 2020, v kateri je Republika Arcah izgubila nadzor nad delom ozemlja. Decembra 2022 je Azerbajdžan z blokado Lačinskega koridorja odrezal Arcah od Armenije. Po azerbajdžanski ofenzivi 19. in 20. septembra 2023 je vlada Arcaha pristala na razorožitev in pogovore z azerbajdžansko vlado, kar je sprožilo množičen eksodus Armencev iz regije. 28. septembra je predsednik Arcaha podpisal odlok, po katerem bo samooklicana republika s 1. januarjem 2024 prenehala obstajati.